# Sacrificio umano

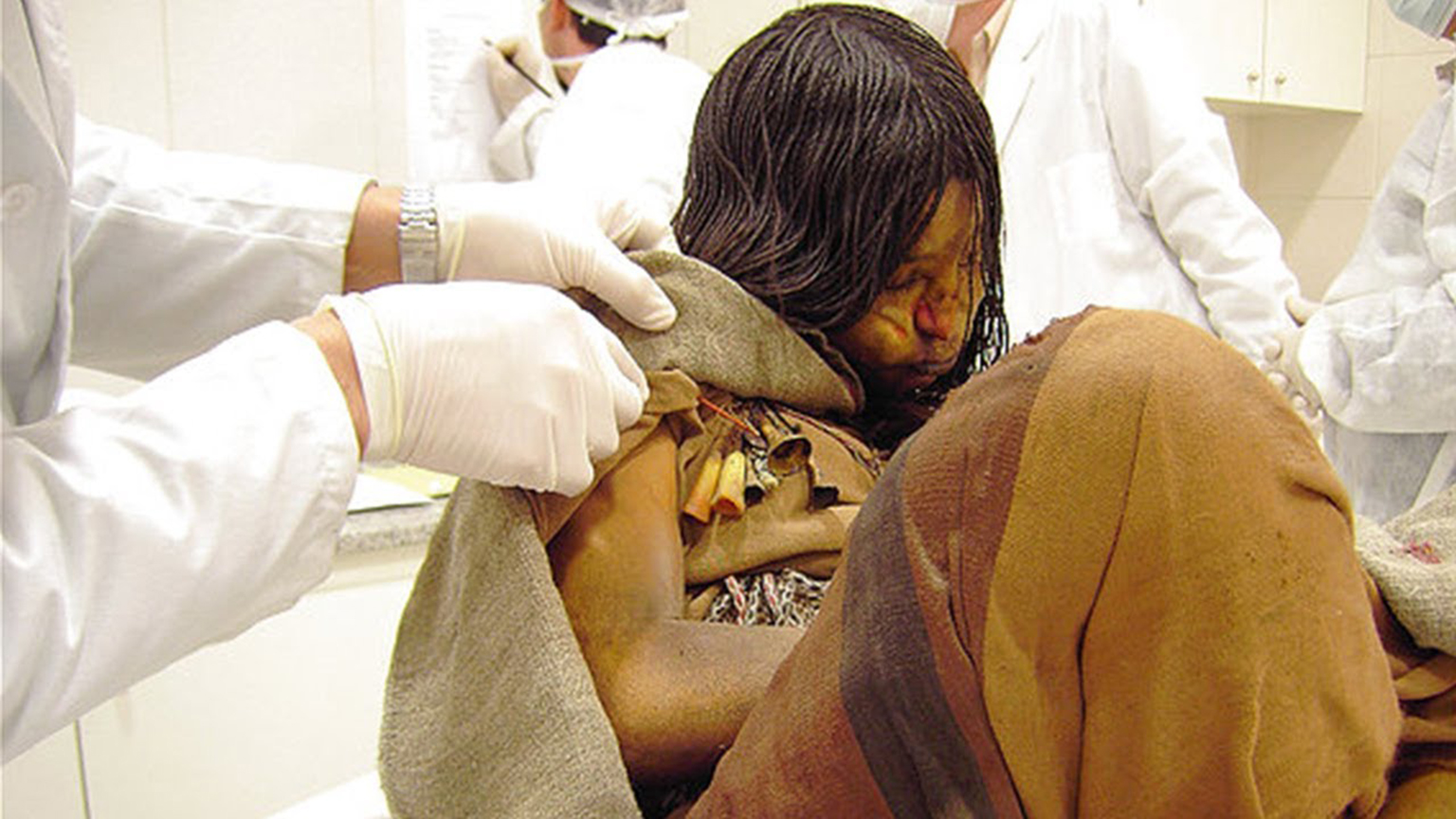
Analisi di laboratorio di una delle "mummie di Llullaillaco", bambini incas sacrificati sulla cima del vulcano Llullaillaco, nella provincia di Salta (Argentina)

Il sacrificio umano è l'atto di uccidere uno o più esseri umani, solitamente come offerta a una divinità, come parte di un rito religioso. Il sacrificio umano è stato praticato da diverse culture antiche lungo il corso della storia. Nelle culture antiche si parlava di sacrificio umano quando a una divinità venivano immolati degli uomini per propiziarsene i favori.
Le vittime erano tipicamente uccise seguendo un predeterminato rituale, che avrebbe dovuto accontentare o placare gli dei, certi esseri spirituali o le anime dei defunti, ad esempio come offerta propiziatoria, oppure come sacrificio dei servitori di un re i quali venivano uccisi in modo da continuare a servire il loro padrone anche nella vita ultraterrena. Pratiche strettamente correlate si trovano in alcune società tribali, come per il cannibalismo e coloro che vengono definiti come cacciatori di teste.
Col sopraggiungere dell'età del ferro, assieme alle strutture connesse alle varie religioni (vedi periodo assiale), il sacrificio di esseri umani è stato sempre meno comune in tutto il Vecchio Mondo, fino a esser considerato come un barbaro residuo dei tempi pre-moderni (vedi antichità classica). Nel Nuovo Mondo tuttavia il sacrificio di uomini ha continuato a esser diffuso a vari livelli fino al periodo della colonizzazione europea delle Americhe.
I popoli che più avevano sacrificato uomini per queste cause sono gli Aztechi, i Maya, ma anche i popoli della penisola arabica pre-islamica. Si hanno poi notizie di tali pratiche presso Cartagine e nelle colonie fenicie della Sardegna e della Sicilia e nell'antica Roma (fino all'epoca repubblicana). In genere la pratica era diffusa presso la maggior parte dei popoli antichi conosciuti.
Nei tempi moderni anche la pratica parallela del sacrificio animale è praticamente scomparsa da tutte le principali religioni (o è stato rifuso in termini di macellazione rituale) e il sacrificio umano è divenuto estremamente raro. La maggior parte delle religioni condanna oggi la pratica, mentre le leggi odierne secolari lo trattano come un omicidio: all'interno di una società che condanna il sacrificio umano, può essere utilizzato anche il termine di assassinio rituale.

## Evoluzione e contesto

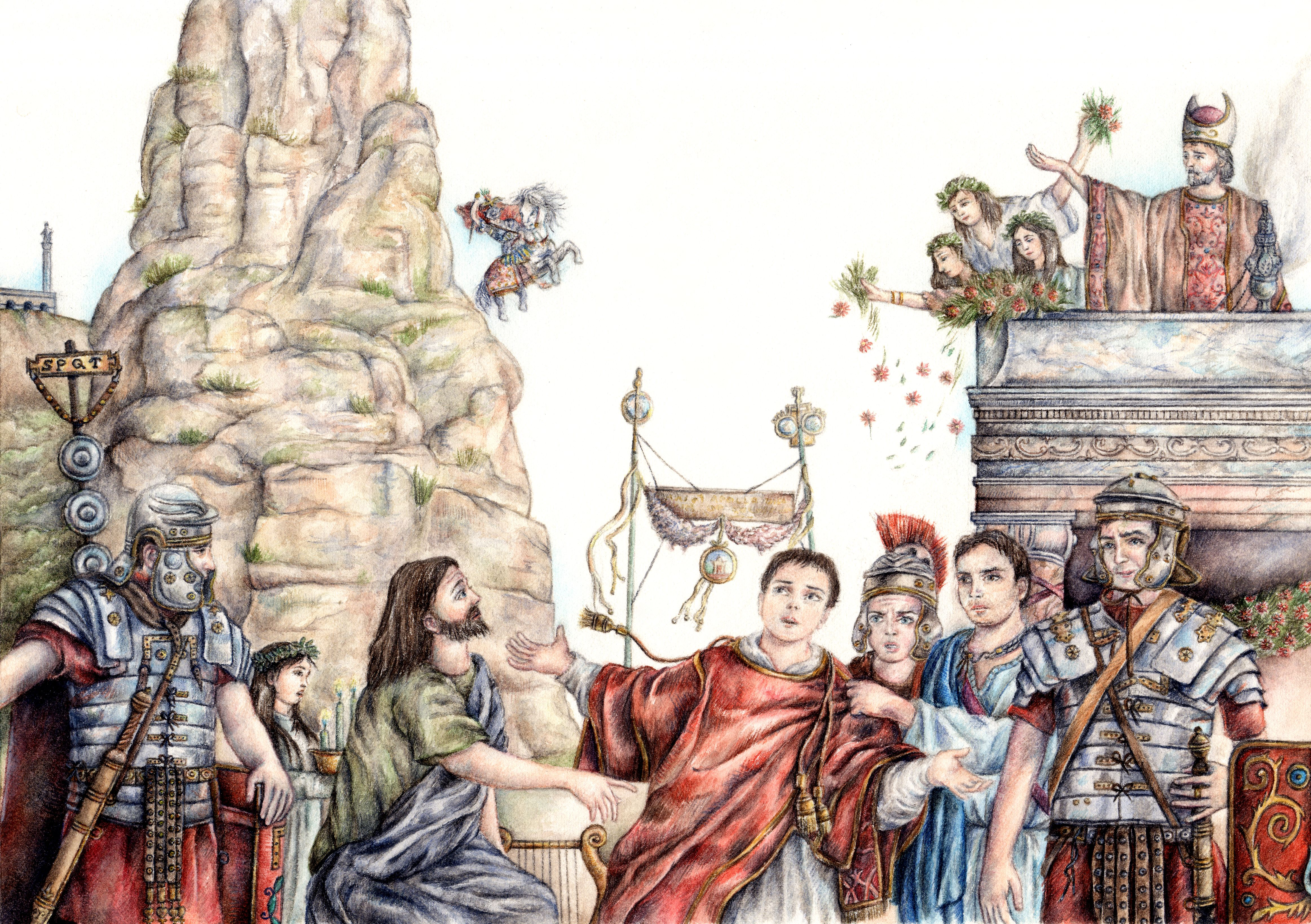
Il sacrificio umano: secondo la Passio S. Caesarii, nel I secolo d.C., ogni anno a Terracina era consuetudine sacrificare un giovane in onore del dio Apollo, facendolo precipitare dall'alto della rupe; il diacono Cesario protestò contro questa orribile usanza.

L'idea del sacrificio umano ha le sue radici nella più profonda preistoria, uno dei fatti alla base dell'evoluzione del comportamento umano (vedi il grande balzo in avanti). Dalle sue occorrenze storiche sembra per lo più associato con le culture nomadi del Neolitico, ai margini quindi delle grandi civiltà emergenti di lì a poco.
Il sacrificio di esseri umani è stato praticato per una serie di occasioni diverse e in molte culture differenti; le varie motivazioni che gli stanno dietro son le stesse che motivano il sacrificio religioso in generale: il sacrificio, umano e no, è destinato a portare fortuna e come maniera principe per pacificare eventuali divinità irate, per esempio nel contesto della dedicazione di un edificio come un tempio o un ponte. Una leggenda cinese a tal proposito narra che vi sono migliaia di persone sepolte sotto la Grande muraglia cinese.
Nel Giappone antico le leggende parlano di Hitobashira (letteralmente "pilastro umano") in cui fanciulle subivano la sepoltura da vivo alla base o in prossimità di alcune costruzioni per proteggerle contro disastri naturali o attacchi da parte di nemici; un tropo/motivo quasi identico appare anche nel poema epico albanese La costruzione di Scutari, dove il sacrificio di una giovane madre che sta ancora allattando il proprio bambino non mancherà di tenere al sicuro le mura e la città stessa di Scutari (oggi nella punta a nord dell'Albania) dalle presenze malefiche di esseri soprannaturali (le Vila, versione slava delle ninfe).
Per la riconsacrazione della "Grande Piramide" (ovvero, il tempio maggiore) di Tenochtitlán nel 1487, gli Aztechi riferiscono di aver fatto uccidere migliaia di prigionieri nel corso di pochi giorni; secondo lo storico-antropologo Ross Hassig autore di Aztec Warfare tra le 10 e le 80.000 persone sono state sacrificate in quella cerimonia.
Il sacrificio umano può anche avere l'intenzione di assicurarsi il favore degli dei prima di una guerra. Nella leggenda omerica la principessa Ifigenia doveva essere sacrificata dal padre Agamennone per favorirgli il successo nella guerra di Troia. Secondo la Bibbia Iefte promise di dedicare a Dio la prima creatura che lui avesse incontrato fuori dalla sua casa, se avesse vinto la battaglia contro gli Ammoniti; sarà la sua unica figlia la prima a incontrarlo e a venirgli incontro con timpani e danze. Anche se vi è qualche incertezza sul fatto che questo possa esser stato non un sacrificio umano ma una consacrazione, le fonti accademiche lo discutono nel contesto sacrificale tracciando i dovuti paralleli con il sacrificio (mancato) di Isacco da parte di Abramo.
In alcune nozioni di vita dopo la morte, il defunto può beneficiare delle vittime uccise durante il suo funerale: i mongoli, gli sciti e i primi abitanti dell'antico Egitto (vedi Sacrifici umani nell'antico Egitto), oltre a vari capi e governanti della Mesoamerica (vedi Sacrifici umani nella cultura azteca), potevano condurre con sé nell'aldilà la maggior parte del proprio nucleo familiare, compresi servi e concubine, che venivano uccisi o sepolti vivi dentro la tomba del padrone di modo che potessero continuare a servirlo anche nella vita ultraterrena.
Nell'antica Roma sacrifici umani furono praticati fino alla battaglia di Canne compresa.

Nel 226 a.C. (o nel 228) Roma era sotto la minaccia dei Galli e, in ottemperanza con quanto stabilito dai Libri sibillini e per ingraziarsi le divinità, due Galli e due Greci furono sepolti vivi nel Foro Boario (o forse nel Foro romano vero e proprio).
Il medesimo sacrificio fu reiterato - come attestato da Tito Livio - prima della battaglia di Canne, nel 216 a.C., e ad essere sacrificati furono ancora due Celti e due Greci.
È da notare il sacrificio di 300 notabili della città di Perugia compiuto da Ottaviano Augusto nel 41 a. C. dopo la conquista di questa città nel corso del Bellum Perusinum. (Svetonio Augusto 15 e Cassio Dione Storia Romana XXXXVIII, 14, 3 - 4)
Un altro fine del sacrificio umano era la divinazione tramite le membra del corpo della vittima; secondo quanto ne riferisce Strabone i Celti e gli Etruschi accoltellavano la vittima con una spada e interpretavano il futuro dagli spasmi della sua morte.
La "caccia alla testa" è la pratica di prendere la testa di un avversario ucciso e utilizzarla per scopi cerimoniali o magici, o per ragioni di prestigio; sono stati trovati cacciatori di teste in molte società tribali pre-moderne.

## Nella Bibbia
Deuteronomio 12,29 vieta agli Israeliti di imitare i Cananei nell'uso di sacrificare i loro figli agli dèi pagani, divieto ribadito in generale in Deuteronomio 18,10.
Levitico 27,29 proibisce di riscattare chi è destinato al sacrificio (Non redimatur, sed morte moriatur). Ciò riguardava i delinquenti condannati a morte mediante cherem penale, anatema proferito in modo solenne da Dio o dall'autorità, affine alla sacratio romana.
Cananei e Amorrei furono puniti senza possibilità di riscatto (Esodo 22, Deuteronomio 13, Giudici 21). 
In merito a Giudici 11, i rabbini, san Girolamo e sant'Agostino affermano che la figlia di Jephte fu sacrificata, ma non secondo il volere del Dio ebraico-cristiano, bensì in modo crudele e arbitrario.
In Levitico 18,22-23, il Signore vieta agli Israeliti di compiere "l'abbominio" dei sacrifici in onore del dio Moloch, minacciando la punizione e la sconfitta per i popoli che si erano macchiati di tale delitto. 
Nel Secondo libro dei Re, Ioram e Giosafat, re d'Israele e di Giuda, con il re di Edom, vincono contro il re di Edom, che aveva violato i patti con Israele. Quest'ultimo, disperato, offrì il figlio primogenito, ardendolo vivo sulle mura della città. Se Raschi e Niccolò di Lira interpretarono che il re di Moab si fosse convertito alla religione ebraico sacrificando a Dio, altri autori ritennero che avesse sacrificato a Chamos, dio dei Moabiti, da altri popoli chiamato Moloch.
Il sacrificio di Isacco, sventato dall'angelo del Signore che ordina di sacrificare un ariete come capro espiatorio, è l'episodio più celebre riguardo al divieto di compiere sacrifici umani, ribadito in numerosi passi della Bibbia.
1 Corinzi 10,20 afferma che i sacrifici dei pagani sono rivolti ai demoni, non a Dio.